# Yarrellzeisig
Der Yarrellzeisig (Spinus yarrellii, Syn.: Carduelis yarrellii) ist eine südamerikanische Finkenart aus der Unterfamilie der Stieglitzartigen. Benannt wurde er nach dem britischen Ornithologen William Yarrell.

## Beschreibung
Dieser zehn Zentimeter große Vogel fällt durch seine leuchtend gelbe Färbung an Gesicht und Unterseite auf. Das Männchen hat eine schwarze Haube. Das Gesicht, der Nackenansatz und die Unterseite sind hellgelb gefärbt. Die hell gelbolive Oberseite weist dunkle olivfarbene Streifen auf. Der Unterrücken ist gelb. Die Flügel sind schwarz mit einer gelboliven Umrandung an den Flügeldecken und leuchtend gelben Flügelbinden, Flügelspiegeln und Schirmfedern. Das Weibchen hat eine gelbolive Haube, die Unterseite sowie der Unterrücken sind durch eine intensivere Gelbfärbung gekennzeichnet. Der Gesang besteht aus komplizierten, vielfältigen, hohen und durchdringenden Trillern. 

## Vorkommen
Seine Verbreitung ist auf zwei Areale im nördlichen Venezuela und im nordöstlichen Brasilien beschränkt, die 3500 km voneinander entfernt sind. In Brasilien ist er von folgenden Schutzgebieten bekannt: Pedra Talhada (Alagoas), Serra Negra (Pernambuco), Saltinho Biological Reserves (Pernambuco), Serra da Capivara National Park (Piauí) und Tapacurá Ecological Station (Pernambuco). In Venezuela kennt man ihn aus der südöstlichen Carabobo-Region. Über seine Lebensweise ist nur wenig bekannt. Er bewohnt die Ränder sekundärer Wälder, man findet ihn aber auch auf Plantagen, Weiden und sogar besiedelten Gebieten in einer Höhe bis 550 m über dem Meeresspiegel.

## Gefährdung
Der Yarrellzeisig ist ein bei Ziervogelzüchtern hochbegehrter Käfigvogel. Die Kreuzung verschiedener Zeisigarten miteinander (auch als Mutationszucht bekannt) führte zu einer Verarmung des Genpools dieser Vogelart in menschlicher Obhut, die durch immer neue Wildfänge kompensiert werden musste. Diese Art ist durch Anhang II des CITES-Abkommens geschützt. In den 1980er Jahren fing jedoch der illegale Handel mit dieser Art zu boomen an, so dass man auf manchen Vogelmärkten (z. B. auf dem Caxias-Markt in Rio de Janeiro) bis zu 100 Vögel pro Jahr finden konnte. Ein weiterer Grund für seine Gefährdung ist der Einsatz von Pestiziden.